# Askewville, North Carolina
Askewville, North Carolina (енгл. Askewville) град је у америчкој савезној држави Северна Каролина.

## Демографија
По попису из 2010. године број становника је 241, што је 61 (33,9%) становника више него 2000. године.
| Група             | 2000.       | 2010.       |
| Белци             | 178 (98,9%) | 231 (95,9%) |
| Афроамериканци    | 0 (0,0%)    | 7 (2,9%)    |
| Азијати           | 0 (0,0%)    | 1 (0,4%)    |
| Хиспаноамериканци | 0 (0,0%)    | 0 (0,0%)    |
| Укупно            | 180         | 241         |